# Viktor Zaroubine
Viktor Zaroubine (en ukrainien : Віктор Іванович Зарубін, en russe : Виктор Иванович Зарубин), né le 13 novembre 1866 à Kharkiv et mort le 5 novembre 1928 à Leningrad, est un peintre ukrainien et russe. Il était également graphiste et scénographe.

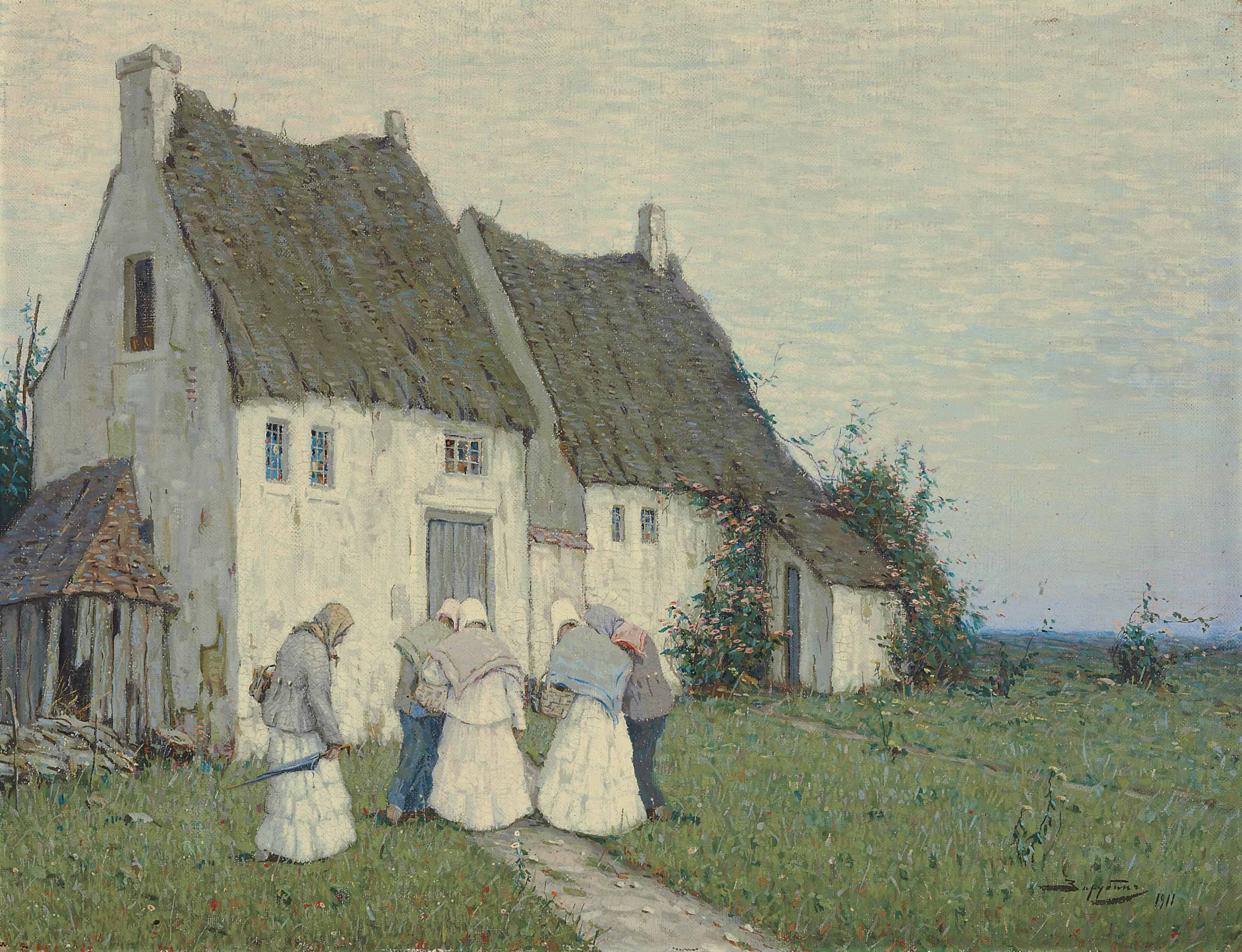
Retour du marché (1911).

## Biographie
Zaroubine est le fils d'un professeur. Il termine le lycée à Kharkіv en 1885 puis entre à la faculté de physique et mathématique de l'université de Kharkіv. 
En 1891 il entre à l'administration des impôts de sa ville en qualité de fonctionnaire responsable de missions spéciales. Il prend congé de cette administration après deux ans, au mois de septembre 1893, pour pouvoir aller étudier à Paris. Il y vit pendant trois ans et suit les cours de l'Académie Julian sous la direction de Jules Lefebvre et de Tony Robert-Fleury. Dès 1896 il réalise plusieurs tableaux dont il trouve les sujets en Normandie.
À l'automne 1896 Zaroubine part pour Saint-Pétersbourg et devient membre de l' Académie russe des beaux-arts où il étudie avec Arkhip Kouïndji. Lors du concours de 1898 il reçoit le titre d'artiste du premier degré pour son tableau Maison de Dieu et Accord du soir. À partir de 1897 il participe aux expositions annuelles du printemps dans les salles de l'académie.
En 1909 il reçoit le titre d'académicien. Durant les années soviétiques il participe à la conception de la mise en scène des festivités révolutionnaires, il organise des expositions artistiques à Leningrad ; il illustre des livres pour enfants. Il est membre du groupe des Ambulants en 1916 après avoir exposé avec ce groupe en 1915. Il fait partie de la Société des aquarellistes russes, de la Communauté des artistes (1921), de l'Association des artistes de la Russie révolutionnaire (1925, 1926), de la Société des artistes Arkhip Kouïndji (1926—1928). Il a également exposé ses œuvres lors de la première exposition libre de l'État en 1919. 

## Œuvres

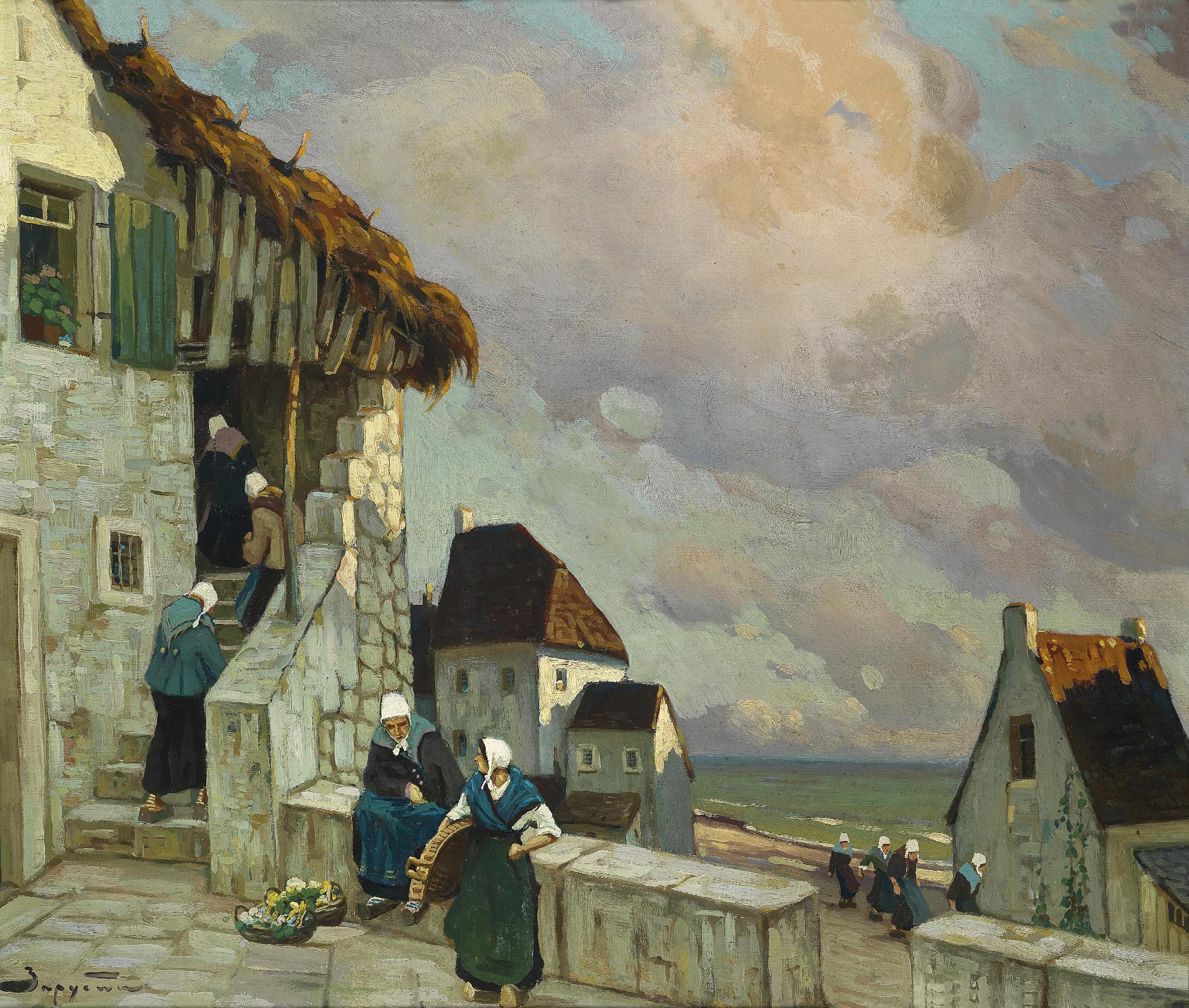
Scène en Normandie (1919)
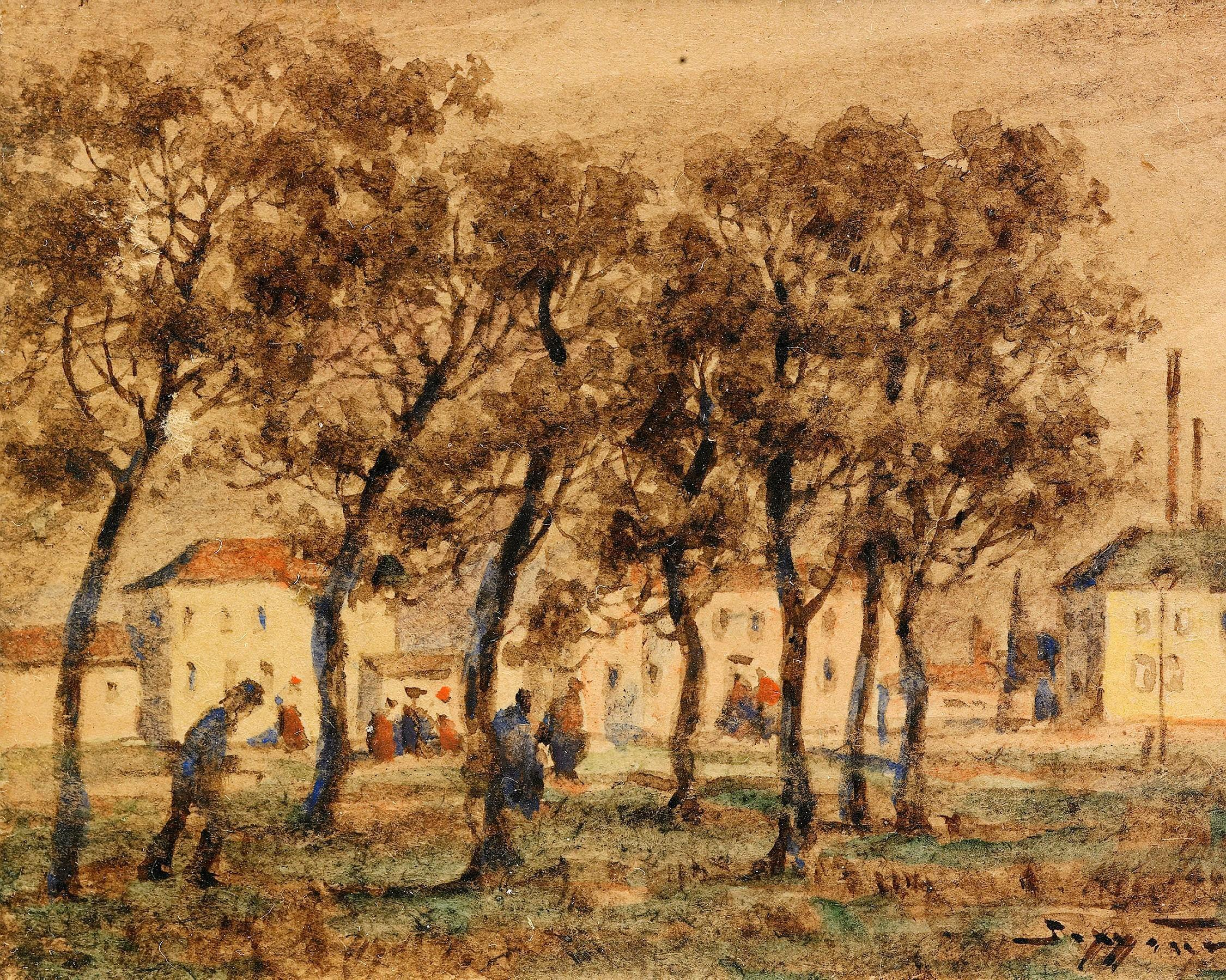
Paysage breton (1907)
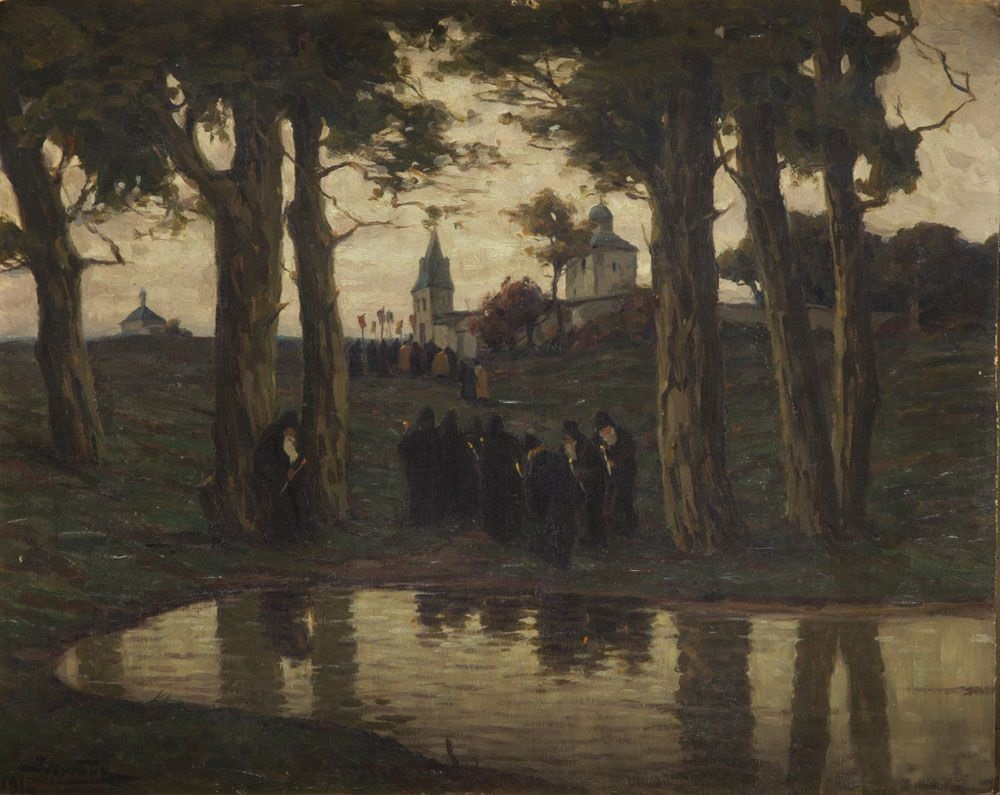
Moines à l'abord du monastère (1915)
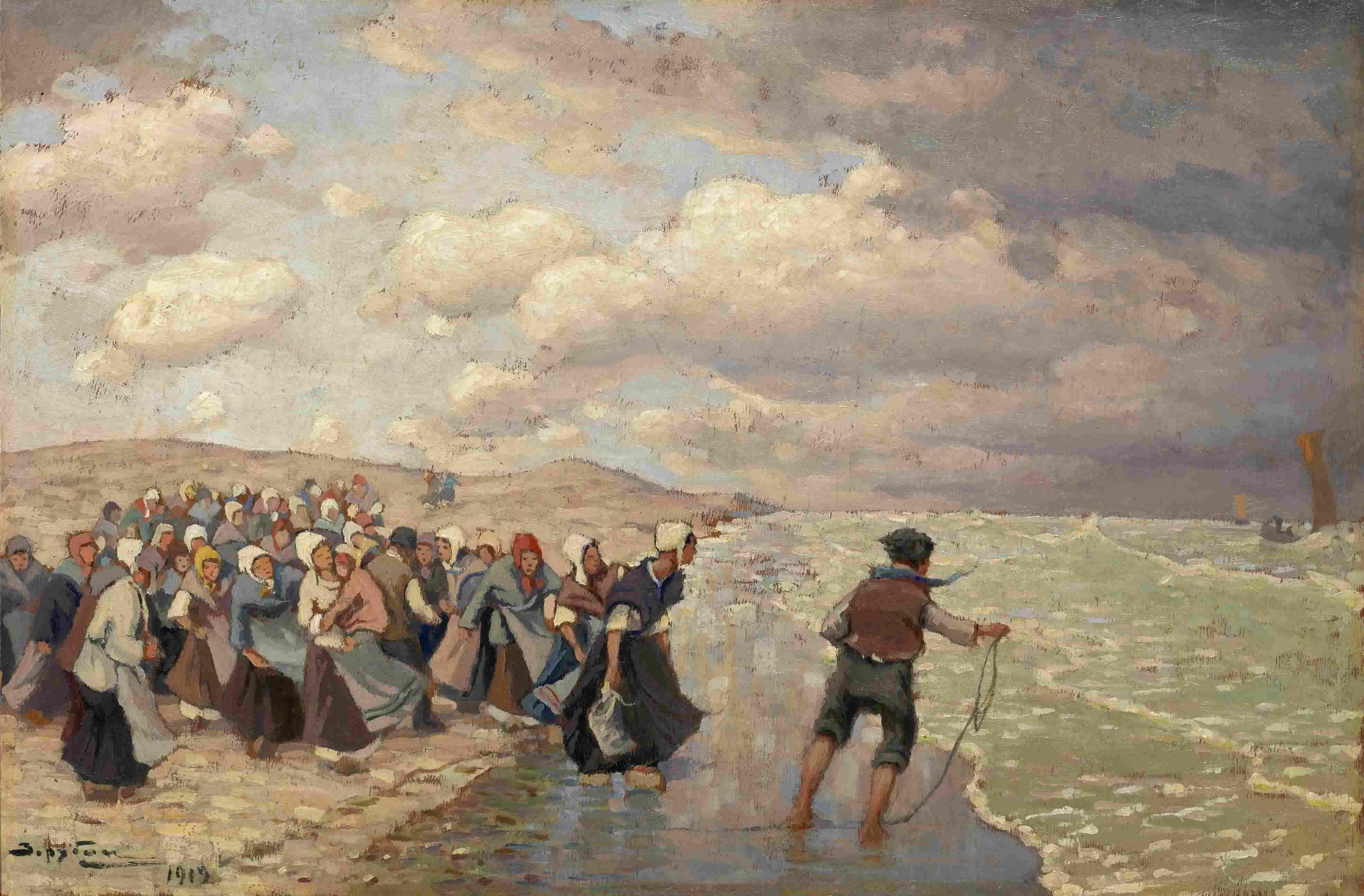
Femmes de pêcheurs (1919)
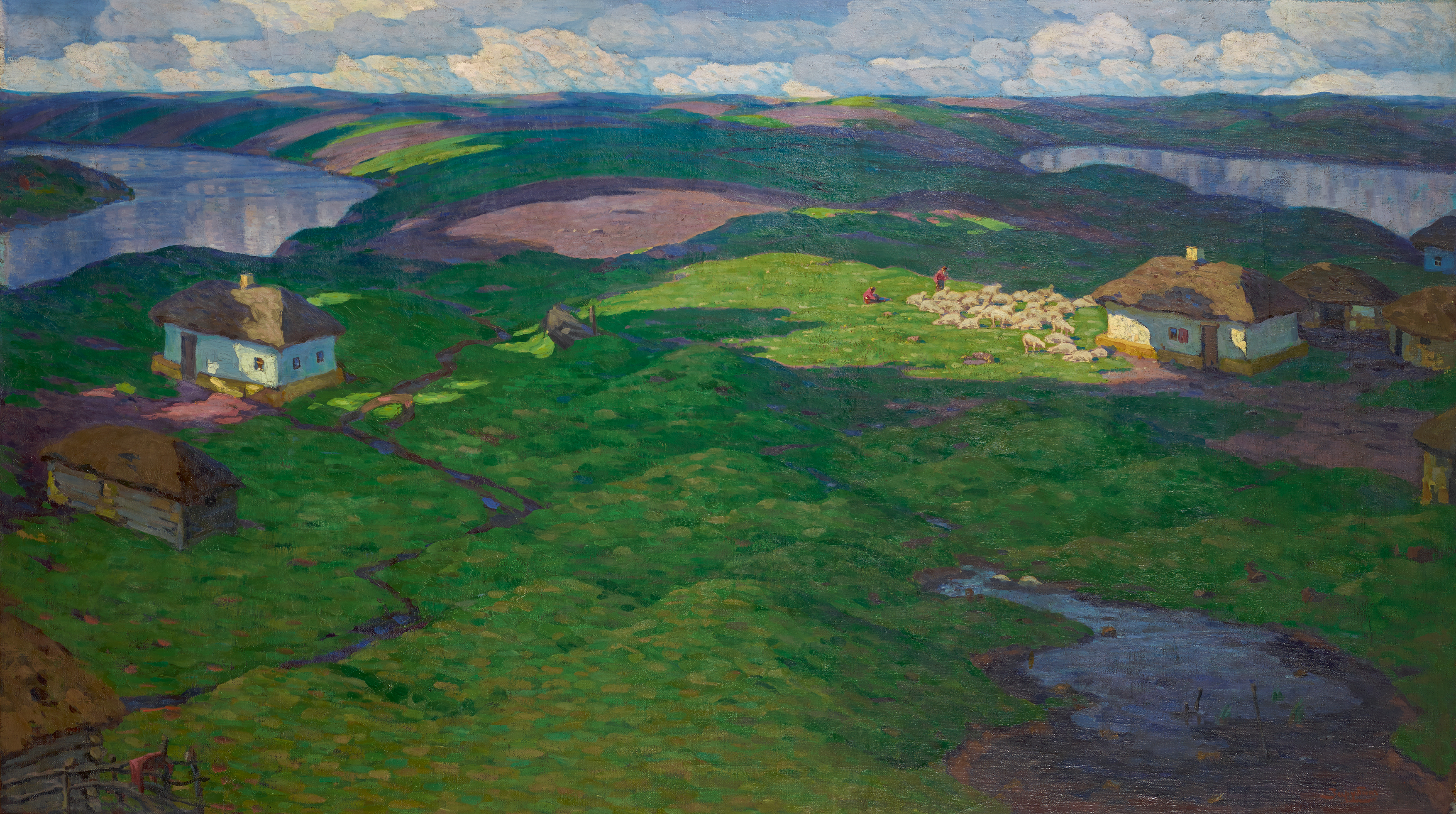
L'ombre du nuage (1907)